# Аргас (село)
Аргас (рос. Аргас) — село у Кобяйському улусі Республіки Сахи Російської Федерації.
Населення становить 639 осіб. Належить до муніципального утворення Куокуйський наслег.

## Географія

### Клімат
| Клімат Аргаса             | Клімат Аргаса | Клімат Аргаса | Клімат Аргаса | Клімат Аргаса | Клімат Аргаса | Клімат Аргаса | Клімат Аргаса | Клімат Аргаса | Клімат Аргаса | Клімат Аргаса | Клімат Аргаса | Клімат Аргаса | Клімат Аргаса |
| Показник                  | Січ.          | Лют.          | Бер.          | Квіт.         | Трав.         | Черв.         | Лип.          | Серп.         | Вер.          | Жовт.         | Лист.         | Груд.         | Рік           |
| Середній максимум, °C     | −36,7         | −30,7         | −15,7         | −1,4          | 10,1          | 20,4          | 23,9          | 20,0          | 10,2          | −5            | −25,1         | −34           | −5            |
| Середня температура, °C   | −40           | −35,1         | −22,6         | −8,4          | 4,5           | 14,1          | 17,5          | 13,9          | 5,2           | −9            | −28,9         | −37,5         | −10           |
| Середній мінімум, °C      | −43,2         | −39,5         | −29,5         | −15,4         | −1,1          | 7,9           | 11,2          | 7,8           | 0,3           | −12,9         | −32,6         | −40,9         | −15           |
| Норма опадів, мм          | 10            | 7             | 7             | 9             | 21            | 39            | 45            | 43            | 30            | 22            | 15            | 12            | 260           |
| ------------------------- | ------------- | ------------- | ------------- | ------------- | ------------- | ------------- | ------------- | ------------- | ------------- | ------------- | ------------- | ------------- | ------------- |
| Джерело: climate-data.org |               |               |               |               |               |               |               |               |               |               |               |               |               |

## Історія
Згідно із законом від 30 листопада 2004 року органом місцевого самоврядування є Куокуйський наслег.

## Населення
| 2002 | 2010 |
| ---- | ---- |
| 616  | ↗639 |